# Siphocampylus tupiformis
Siphocampylus tupiformis är en klockväxtart som beskrevs av Alexander Zahlbruckner. Siphocampylus tupiformis ingår i släktet Siphocampylus och familjen klockväxter. Inga underarter finns listade i Catalogue of Life.